# Рајсон (Арканзас)
Рајсон (енгл. Rison) град је у америчкој савезној држави Арканзас.

## Демографија
По попису из 2010. године број становника је 1.344, што је 73 (5,7%) становника више него 2000. године.
| Група             | 2000.       | 2010.       |
| Белци             | 787 (61,9%) | 806 (60,0%) |
| Афроамериканци    | 424 (33,4%) | 493 (36,7%) |
| Азијати           | 3 (0,2%)    | 2 (0,1%)    |
| Хиспаноамериканци | 28 (2,2%)   | 27 (2,0%)   |
| Укупно            | 1.271       | 1.344       |